# Volta a Cataluña 1975
La Volta a Cataluña de 1975 fue 55.ª edición de la Volta a Cataluña, que se disputó en 7 etapas del 3 al 10 de septiembre de 1975 con un total de 1.211,0 km. El vencedor final fue el italiano Fausto Bertoglio del equipo Jollj Ceramica por ante Michel Laurent del Miko-De Gribaldy, y de José Martins del Coelima.
La primera y la séptima etapas estabas divididas en dos sectores. había dos contrarrelojes individuales, una al Prólogo de Amposta y la otra al segundo sector de la séptima la etapa.
Fausto Bertoglio ganó la "Volta" al mismo año que se adjudicaba el Giro de Italia.

## Etapas
| Etapa   | Fecha            | Ciudades de etapa                           | km    | Vencedor de la etapa | Líder de la general |
| ------- | ---------------- | ------------------------------------------- | ----- | -------------------- | ------------------- |
| Prólogo | 3 de septiembre  | Circuito por Santa Coloma de Gramanet (CRI) | 2,3   | Domingo Perurena     | Domingo Perurena    |
| 1ª      | 4 de septiembre  | Santa Coloma de Gramanet – Barcelona        | 70,0  | Domingo Perurena     | Domingo Perurena    |
| 1ª B    | 4 de septiembre  | Barcelona – Tarragona                       | 114,9 | Pierino Gavazzi      | Domingo Perurena    |
| 2ª      | 5 de septiembre  | Tarragona – Artesa de Segre                 | 157,8 | Eddy Peelman         | Domingo Perurena    |
| 3ª      | 6 de septiembre  | Artesa de Segre – Camprodón                 | 208,0 | Pierino Gavazzi      | Domingo Perurena    |
| 4ª      | 7 de septiembre  | Camprodon - El Barcarès                     | 156,1 | Eddy Peelman         | Domingo Perurena    |
| 5ª      | 8 de septiembre  | El Barcarès - Alto del Cortijo Nuevo        | 198,3 | Giovanni Battaglin   | Michel Laurent      |
| 6ª      | 9 de septiembre  | Playa de Aro – Manresa                      | 174,3 | Domingo Perurena     | Michel Laurent      |
| 7ª      | 10 de septiembre | Manresa – Martorell                         | 105,1 | Pierino Gavazzi      | Michel Laurent      |
| 7ª B    | 10 de septiembre | Martorell – Tarrasa (CRI)                   | 24,2  | Fausto Bertoglio     | Fausto Bertoglio    |

### Prólogo[1]
03-09-1975: Circuito por Santa Coloma de Gramenet, 2,3 km. (CRI):
|   | Ciclista         | Equipo            | Tiempo |
| - | ---------------- | ----------------- | ------ |
| 1 | Domingo Perurena | Kas               | 3' 19" |
| 2 | Jesús Manzaneque | Monteverde-Sanson | m. t.  |
| 3 | José Luis Viejo  | Super Ser         | + 01"  |

|   | Ciclista         | Equipo            | Tiempo |
| - | ---------------- | ----------------- | ------ |
| 1 | Domingo Perurena | Kas               | 3' 19" |
| 2 | Jesús Manzaneque | Monteverde-Sanson | m. t.  |
| 3 | José Luis Viejo  | Super Ser         | + 01"  |

### 1ª etapa[2]
04-09-1975: Santa Coloma de Gramenet – Barcelona, 70,0:
| Resultado de la 1ª etapa A \| \| Ciclista \| Equipo \| Tiempo \| \| - \| ---------------- \| ----------------- \| ---------- \| \| 1 \| Domingo Perurena \| Kas \| 1h 55' 35" \| \| 2 \| Andrés Oliva \| Kas \| m. t. \| \| 3 \| Jesús Manzaneque \| Monteverde-Sanson \| m. t. \| |                  |                   |            |
| | Ciclista         | Equipo            | Tiempo     |
| 1 | Domingo Perurena | Kas               | 1h 55' 35" |
| 2 | Andrés Oliva     | Kas               | m. t.      |
| 3 | Jesús Manzaneque | Monteverde-Sanson | m. t.      |

### 1ª etapa B
04-09-1975: Barcelona – Tarragona, 114,9 km.:
|   | Ciclista          | Equipo           | Tiempo     |
| - | ----------------- | ---------------- | ---------- |
| 1 | Pierino Gavazzi   | Jollj Ceramica   | 3h 12' 47" |
| 2 | Eddy Peelman      | Super Ser        | m. t.      |
| 3 | Wilfried Wesemael | Miko-De Gribaldy | m. t.      |

|   | Ciclista         | Equipo            | Tiempo     |
| - | ---------------- | ----------------- | ---------- |
| 1 | Domingo Perurena | Kas               | 5h 11' 41" |
| 2 | Jesús Manzaneque | Monteverde-Sanson | m. t.      |
| 3 | Pedro Torres     | Super Ser         | + 04"      |

### 2ª etapa[3]
05-09-1975: Tarragona – Artesa de Segre, 157,8 km.:
|   | Ciclista         | Equipo         | Tiempo     |
| - | ---------------- | -------------- | ---------- |
| 1 | Eddy Peelman     | Super Ser      | 4h 33' 25" |
| 2 | Pierino Gavazzi  | Jollj Ceramica | m. t.      |
| 3 | Domingo Perurena | Kas            | m. t.      |

|   | Ciclista         | Equipo            | Tiempo     |
| - | ---------------- | ----------------- | ---------- |
| 1 | Domingo Perurena | Kas               | 9h 45' 06" |
| 2 | Jesús Manzaneque | Monteverde-Sanson | m. t.      |
| 3 | Michel Laurent   | Miko-De Gribaldy  | + 04"      |

### 3ª etapa[4]
06-09-1975: Artesa de Segre – Camprodón, 208,0 km.:
|   | Ciclista         | Equipo         | Tiempo     |
| - | ---------------- | -------------- | ---------- |
| 1 | Pierino Gavazzi  | Jollj Ceramica | 6h 01' 34" |
| 2 | Domingo Perurena | Kas            | m. t.      |
| 3 | Tino Conti       | Furzi-FT       | m. t.      |

|   | Ciclista         | Equipo            | Tiempo      |
| - | ---------------- | ----------------- | ----------- |
| 1 | Domingo Perurena | Kas               | 15h 46' 40" |
| 2 | Jesús Manzaneque | Monteverde-Sanson | m. t.       |
| 3 | Michel Laurent   | Miko-De Gribaldy  | + 04"       |

### 4ª etapa[5]
07-09-1975: Camprodón - Le Barcarès, 156,1 km.:
|   | Ciclista          | Equipo           | Tiempo     |
| - | ----------------- | ---------------- | ---------- |
| 1 | Eddy Peelman      | Super Ser        | 4h 23' 21" |
| 2 | Wilfried Wesemael | Miko-De Gribaldy | m. t.      |
| 3 | Pierino Gavazzi   | Jollj Ceramica   | m. t.      |

|   | Ciclista         | Equipo            | Tiempo      |
| - | ---------------- | ----------------- | ----------- |
| 1 | Domingo Perurena | Kas               | 20h 10' 11" |
| 2 | Jesús Manzaneque | Monteverde-Sanson | m. t.       |
| 3 | Michel Laurent   | Miko-De Gribaldy  | + 04"       |

### 5ª etapa[6]
08-09-1975: Le Barcarès - Alto del Cortijo Nuevo, 198,3 km. :
|   | Ciclista           | Equipo           | Tiempo     |
| - | ------------------ | ---------------- | ---------- |
| 1 | Giovanni Battaglin | Jollj Ceramica   | 5h 45' 34" |
| 2 | Michel Laurent     | Miko-De Gribaldy | + 18"      |
| 3 | Tino Conti         | Furzi-FT         | + 19"      |

|   | Ciclista       | Equipo           | Tiempo      |
| - | -------------- | ---------------- | ----------- |
| 1 | Michel Laurent | Miko-De Gribaldy | 25h 55' 57" |
| 2 | Tino Conti     | Furzi-FT         | + 02"       |
| 3 | José Martins   | Coelima          | + 07"       |

### 6ª etapa
09-09-1975: Playa de Aro – Manresa, 174,3 km.:
|   | Ciclista         | Equipo         | Tiempo     |
| - | ---------------- | -------------- | ---------- |
| 1 | Domingo Perurena | Kas            | 4h 54' 58" |
| 2 | Tino Conti       | Furzi-FT       | m. t.      |
| 3 | Marcello Bergamo | Jollj Ceramica | m. t.      |

|   | Ciclista       | Equipo           | Tiempo      |
| - | -------------- | ---------------- | ----------- |
| 1 | Michel Laurent | Miko-De Gribaldy | 30h 50' 55" |
| 2 | Tino Conti     | Furzi-FT         | + 02"       |
| 3 | José Martins   | Coelima          | + 07"       |

### 7ª etapa[7]
10-09-1975: Manresa – Martorell, 105,1 km.:
| Resultado de la 7ª etapa A \| \| Ciclista \| Equipo \| Tiempo \| \| - \| ---------------- \| -------------- \| ---------- \| \| 1 \| Pierino Gavazzi \| Jollj Ceramica \| 2h 49' 47" \| \| 2 \| Domingo Perurena \| Kas \| m. t. \| \| 3 \| Eddy Peelman \| Super Ser \| m. t. \| |                  |                |            |
| | Ciclista         | Equipo         | Tiempo     |
| 1 | Pierino Gavazzi  | Jollj Ceramica | 2h 49' 47" |
| 2 | Domingo Perurena | Kas            | m. t.      |
| 3 | Eddy Peelman     | Super Ser      | m. t.      |

### 7a etapa B
10-09-1975: Martorell – Tarrasa, 24,2 km. (CRI):
|   | Ciclista         | Equipo           | Tiempo  |
| - | ---------------- | ---------------- | ------- |
| 1 | Fausto Bertoglio | Jollj Ceramica   | 37' 00" |
| 2 | Knut Knudsen     | Jollj Ceramica   | + 11"   |
| 3 | Michel Laurent   | Miko-De Gribaldy | + 32"   |

|   | Ciclista         | Equipo           | Tiempo      |
| - | ---------------- | ---------------- | ----------- |
| 1 | Fausto Bertoglio | Jollj Ceramica   | 34h 18' 01" |
| 2 | Michel Laurent   | Miko-De Gribaldy | + 13"       |
| 3 | José Martins     | Coelima          | + 1' 13"    |

## Clasificación General
|    | Ciclista           | Equipo            | Tiempo      |
| -- | ------------------ | ----------------- | ----------- |
|    | Fausto Bertoglio   | Jollj Ceramica    | 34h 18' 01" |
| 2  | Michel Laurent     | Miko-De Gribaldy  | + 13"       |
| 3  | José Martins       | Coelima           | + 1' 13"    |
| 4  | Giovanni Battaglin | Jollj Ceramica    | + 1' 16"    |
| 5  | Domingo Perurena   | Kas               | + 1' 31"    |
| 6  | Jesús Manzaneque   | Monteverde-Sanson | + 2' 03"    |
| 7  | Luis Ocaña         | Super Ser         | + 2' 03"    |
| 8  | Pedro Torres       | Super Ser         | + 2' 13"    |
| 9  | Tino Conti         | Furzi-FT          | + 2' 20"    |
| 10 | Antonio Menéndez   | Kas               | + 2' 40"    |

## Clasificaciones secundarias
|   | Ciclista     | Equipo    | Puntos    |
| - | ------------ | --------- | --------- |
| 1 | Andrés Oliva | Kas       | 42 puntos |
| 2 | José Martins | Coelima   | 25 puntos |
| 3 | Pedro Torres | Super Ser | 25 puntos |

|   | Ciclista             | Equipo    | Puntos    |
| - | -------------------- | --------- | --------- |
| 1 | Andrés Oliva         | Kas       | 31 puntos |
| 2 | Pedro Torres         | Super Ser | 13 puntos |
| 3 | Vicente López Carril | Kas       | 7 puntos  |

|   | Ciclista         | Equipo         | Puntos    |
| - | ---------------- | -------------- | --------- |
| 1 | Domingo Perurena | Kas            | 54 puntos |
| 2 | Pierino Gavazzi  | Jollj Ceramica | 37 puntos |
| 3 | Tino Conti       | Furzi-FT       | 30 puntos |

|   | Equipo         | Nacionalidad | Tiempo       |
| - | -------------- | ------------ | ------------ |
| 1 | Jollj Ceramica | Italia       | 102h 54' 44" |
| 2 | Kas            | España       | + 5' 27"     |
| 3 | Super Ser      | España       | + 12' 52"    |